# روزاریو لیکاتا
روزاریو لیکاتا (انگلیسی: Rosario Licata؛ زادهٔ ۱۶ ژانویهٔ ۱۹۸۹) بازیکن فوتبال اهل ایتالیا است.
از باشگاه‌هایی که در آن بازی کرده‌است می‌توان به باشگاه فوتبال سورنتو کالچو، باشگاه فوتبال فوجا، باشگاه فوتبال اودینزه، باشگاه فوتبال کومو، و باشگاه فوتبال اسپال اشاره کرد.